# Сейнт Мъри
Сейнт Мъри (на английски: Saint Marys) е река в Северна Америка, образуваща участък от границата между САЩ (щата Мичиган) и Канада (провинция Онтарио). Река Сейнт Мъри изтича от Горно езеро, разположено на височина 183 m и чрез два ръкава се влива в езерото Хюрън, разположено на височина 176 m. Дължината ѝ е 112 km, а площта на водосборния ѝ басейн – 210 000 km². В нея са разположени 4 острова, 3 от които са американски (Сугар, Нибиш и Дръмънд), а един е канадски (Сейнт Джоузеф). Средният годишен отток на реката е 2135 m³/s. Тя се явява звено от плавателния път по Великите езера, като в обход на праговете по нея са съоръжени плавателни канали с шлюзове на територията на Канада. В близост до изтичането ѝ от Горно езеро са разположени двата едноименни града Су Сейнт Мъри (канадски и щатски).